# Discographie de Muse
Pour un article plus général, voir Muse (groupe).
La discographie de Muse est composée de neuf albums studio, un LP, deux albums live et trois DVD musicaux. Elle compte environ 162 morceaux différents (studio, démos ou version live), dont 14 reprises. 
Leur neuvième album Will of the People est paru le 26 août 2022. Le dixième est, quant à lui, attendu pour le courant de l'année 2026. 
Elle compte plusieurs collaborations dont une avec la chanteuse française Mylène Farmer et une avec le DJ allemand Zedd en 2024. 
En 2016, Muse a vendu plus de 30 millions d'albums dans le monde.

## Albums studio
| Année | Album                       | Charts[réf. nécessaire] | Charts[réf. nécessaire] | Charts[réf. nécessaire] | Charts[réf. nécessaire] | Charts[réf. nécessaire] | Charts[réf. nécessaire] | Charts[réf. nécessaire] | Charts[réf. nécessaire] | Charts[réf. nécessaire] | Charts[réf. nécessaire] | Charts[réf. nécessaire] | Charts[réf. nécessaire] | Charts[réf. nécessaire] | Charts[réf. nécessaire] | Charts[réf. nécessaire]        | Charts[réf. nécessaire] | Charts[réf. nécessaire] | Charts[réf. nécessaire] | Charts[réf. nécessaire] | Charts[réf. nécessaire] |
| Année | Album                       | Drapeau de l'Allemagne  | Drapeau de l'Australie  | Drapeau de l'Autriche   | Drapeau de la Belgique  | Drapeau du Canada       | Drapeau du Danemark     | Drapeau de l'Espagne    | Drapeau des États-Unis  | Drapeau de la Finlande  | Drapeau de la France    | Drapeau de l'Irlande    | Drapeau de l'Italie     | Drapeau du Japon        | Drapeau de la Norvège   | Drapeau de la Nouvelle-Zélande | Drapeau des Pays-Bas    | Drapeau du Portugal     | Drapeau du Royaume-Uni  | Drapeau de la Suède     | Drapeau de la Suisse    |
| ----- | --------------------------- | ----------------------- | ----------------------- | ----------------------- | ----------------------- | ----------------------- | ----------------------- | ----------------------- | ----------------------- | ----------------------- | ----------------------- | ----------------------- | ----------------------- | ----------------------- | ----------------------- | ------------------------------ | ----------------------- | ----------------------- | ----------------------- | ----------------------- | ----------------------- |
| 1999  | Showbiz                     | —                       | 28                      | —                       | 29                      | —                       | —                       | —                       | —                       | 45                      | 59                      | 46                      | —                       | 69                      | 38                      | —                              | 53                      | —                       | 29                      | —                       | —                       |
| 2001  | Origin of Symmetry          | 17                      | 22                      | 7                       | 2                       | 43                      | —                       | —                       | 161                     | 30                      | 2                       | 3                       | 5                       | 20                      | 11                      | 43                             | 19                      | —                       | 3                       | —                       | 14                      |
| 2003  | Absolution                  | 11                      | 21                      | 5                       | 2                       | 17                      | 28                      | —                       | 107                     | 12                      | 1                       | 3                       | 4                       | 28                      | 5                       | 17                             | 2                       | 7                       | 1                       | —                       | 3                       |
| 2006  | Black Holes and Revelations | 4                       | 1                       | 4                       | 1                       | 6                       | 5                       | 20                      | 9                       | 3                       | 2                       | 1                       | 2                       | 11                      | 6                       | 6                              | 2                       | 17                      | 1                       | 15                      | 1                       |
| 2009  | The Resistance              | 1                       | 1                       | 1                       | 1                       | 1                       | 1                       | 2                       | 3                       | 3                       | 1                       | 1                       | 1                       | 11                      | 1                       | 1                              | 1                       | 2                       | 1                       | 8                       | 1                       |
| 2012  | The 2nd Law                 | 2                       | 2                       | 1                       | 1                       | 2                       | 2                       | 2                       | 2                       | 1                       | 1                       | 2                       | 1                       | 5                       | 1                       | 1                              | 1                       | 1                       | 1                       | 6                       | 1                       |
| 2015  | Drones                      | 3                       | 1                       | 2                       | 1                       | 2                       | —                       | —                       | 1                       | 1                       | 1                       | 1                       | 2                       | 5                       | 1                       | 1                              | 1                       | 1                       | 1                       | —                       | 1                       |
| 2018  | Simulation Theory           | —                       | —                       | —                       | —                       | —                       | —                       | —                       | 12                      | —                       | 3                       | —                       | —                       | —                       | —                       | —                              | —                       | —                       | 1                       | —                       | 1                       |
| 2022  | Will of the People          | 2                       | 1                       | 1                       | 2                       | —                       | —                       | 2                       | 15                      | 1                       | 1                       | 2                       | 1                       | 2                       | 16                      | 1                              | 2                       | 1                       | 1                       | 27                      | 1                       |

### Albums Lives
| Année | DVD live                     | Charts[réf. nécessaire] | Charts[réf. nécessaire] | Charts[réf. nécessaire] | Charts[réf. nécessaire] | Charts[réf. nécessaire] | Charts[réf. nécessaire] | Charts[réf. nécessaire] | Charts[réf. nécessaire] | Charts[réf. nécessaire] | Charts[réf. nécessaire] | Charts[réf. nécessaire] | Charts[réf. nécessaire] | Charts[réf. nécessaire] |
| Année | DVD live                     | Drapeau de l'Allemagne  | Drapeau de l'Australie  | Drapeau de l'Autriche   | Drapeau de la Belgique  | Drapeau de l'Espagne    | Drapeau des États-Unis  | Drapeau de la France    | Drapeau de l'Irlande    | Drapeau de l'Italie     | Drapeau de la Norvège   | Drapeau des Pays-Bas    | Drapeau du Royaume-Uni  | Drapeau de la Suisse    |
| ----- | ---------------------------- | ----------------------- | ----------------------- | ----------------------- | ----------------------- | ----------------------- | ----------------------- | ----------------------- | ----------------------- | ----------------------- | ----------------------- | ----------------------- | ----------------------- | ----------------------- |
| 2002  | Hullabaloo                   | 47                      | 38                      | 27                      | 6                       | —                       | —                       | 9                       | 11                      | —                       | 26                      | 23                      | 10                      | 12                      |
| 2008  | HAARP                        | —                       | —                       | 21                      | 3                       | 24                      | 46                      | 3                       | 5                       | 5                       | 2                       | 4                       | 2                       | 6                       |
| 2013  | Live at Rome Olympic Stadium |                         |                         |                         |                         |                         |                         |                         |                         |                         |                         |                         |                         |                         |

## Compilations
- This is a Muse Demo (1995) : Démos sorties en cassette 4 titres (aucune version complète publiée).
- Newton Abbot Demo (1997) : Démos sorties en cassette 6 ou 11 titres.
- Random 1-8 (4 octobre 2000) : Compilation de faces B sortie uniquement au Japon.
- Hullabaloo Soundtrack (1er juillet 2002) : Concerts des 28 et 29 octobre 2001 au Zénith de Paris. Existe en deux versions : double DVD et double CD. Sur le premier CD, compilation de faces B.

## Concerts live (albums et DVD)
Cinq concerts vidéo ont été publiés depuis 2002. Hullabaloo enregistré à Paris en octobre 2001, Absolution Tour au festival Glastonbury 2003, HAARP, filmé à Londres en 2007, Live at Rome au Stade olympique de Rome en 2013 puis enfin Drones tour en 2016. À noter que le dernier n'est jamais sorti ailleurs qu'au cinéma en 2018. En 2020, un sixième live sera publié en août sous le nom de Simulation Theory Film, tourné lors du concert à l'O2 Arena de Londres lors du Simulation Theory World Tour les 14 et 15 Septembre 2019.
Au début de chaque concert, une musique d'introduction est utilisée. Pour les trois DVD, ce sont les morceaux suivants: 
- What's He Building?, un morceau emprunté au chanteur Tom Waits en 2002 sur Hullabaloo
- Dance of the Knights, issu de l'œuvre Roméo et Juliette de Sergeï Prokofiev  en 2007 sur HAARP.
- We Are the Universe, morceau composé par le groupe, reprenant le thème d’Uprising en 2009 pendant The Resistance Tour.

## Singles
| Année | Single                                   | Meilleure position dans les charts[réf. nécessaire] | Meilleure position dans les charts[réf. nécessaire] | Meilleure position dans les charts[réf. nécessaire] | Meilleure position dans les charts[réf. nécessaire] | Meilleure position dans les charts[réf. nécessaire] | Meilleure position dans les charts[réf. nécessaire] | Meilleure position dans les charts[réf. nécessaire] | Meilleure position dans les charts[réf. nécessaire] | Meilleure position dans les charts[réf. nécessaire] | Meilleure position dans les charts[réf. nécessaire] | Meilleure position dans les charts[réf. nécessaire] | Meilleure position dans les charts[réf. nécessaire] | Meilleure position dans les charts[réf. nécessaire] | Meilleure position dans les charts[réf. nécessaire] | Meilleure position dans les charts[réf. nécessaire] | Meilleure position dans les charts[réf. nécessaire] | Album                     |
| Année | Single                                   | R-U                                                 | AUS                                                 | DAN                                                 | FIN                                                 | FRA                                                 | IRL                                                 | ITA                                                 | P-B                                                 | NOR                                                 | SUI                                                 | SUE                                                 | USA                                                 | US Alt.                                             | CAN                                                 | NZ                                                  | EU                                                  | Album                     |
| ----- | ---------------------------------------- | --------------------------------------------------- | --------------------------------------------------- | --------------------------------------------------- | --------------------------------------------------- | --------------------------------------------------- | --------------------------------------------------- | --------------------------------------------------- | --------------------------------------------------- | --------------------------------------------------- | --------------------------------------------------- | --------------------------------------------------- | --------------------------------------------------- | --------------------------------------------------- | --------------------------------------------------- | --------------------------------------------------- | --------------------------------------------------- | ------------------------- |
| 1999  | Uno                                      | 73                                                  | —                                                   | —                                                   | —                                                   | —                                                   | —                                                   | —                                                   | —                                                   | —                                                   | —                                                   | —                                                   | —                                                   | —                                                   | —                                                   | —                                                   | —                                                   | Showbiz                   |
| 1999  | Cave                                     | 52                                                  | —                                                   | —                                                   | —                                                   | —                                                   | —                                                   | —                                                   | —                                                   | —                                                   | —                                                   | —                                                   | —                                                   | —                                                   | —                                                   | —                                                   | —                                                   | Showbiz                   |
| 1999  | Muscle Museum                            | 25                                                  | —                                                   | —                                                   | —                                                   | —                                                   | —                                                   | —                                                   | 34                                                  | 100                                                 | —                                                   | —                                                   | —                                                   | —                                                   | —                                                   | —                                                   | —                                                   | Showbiz                   |
| 2000  | Sunburn                                  | 22                                                  | —                                                   | —                                                   | —                                                   | —                                                   | —                                                   | —                                                   | —                                                   | —                                                   | —                                                   | —                                                   | —                                                   | —                                                   | —                                                   | —                                                   | —                                                   | Showbiz                   |
| 2000  | Unintended                               | 20                                                  | —                                                   | —                                                   | —                                                   | —                                                   | —                                                   | —                                                   | —                                                   | 5                                                   | 7                                                   | —                                                   | —                                                   | —                                                   | —                                                   | —                                                   | —                                                   | Showbiz                   |
| 2001  | Plug In Baby                             | 11                                                  | 57                                                  | —                                                   | —                                                   | 40                                                  | 44                                                  | 42                                                  | —                                                   | —                                                   | 88                                                  | —                                                   | —                                                   | —                                                   | —                                                   | —                                                   | —                                                   | Origin of Symmetry        |
| 2001  | New Born                                 | 12                                                  | —                                                   | —                                                   | —                                                   | 65                                                  | 35                                                  | 39                                                  | —                                                   | —                                                   | —                                                   | —                                                   | —                                                   | —                                                   | —                                                   | —                                                   | —                                                   | Origin of Symmetry        |
| 2001  | Bliss                                    | 22                                                  | —                                                   | —                                                   | —                                                   | 87                                                  | —                                                   | —                                                   | 40                                                  | 70                                                  | —                                                   | —                                                   | —                                                   | —                                                   | —                                                   | —                                                   | —                                                   | Origin of Symmetry        |
| 2001  | Hyper Music/Feeling Good                 | 24                                                  | —                                                   | —                                                   | —                                                   | —                                                   | —                                                   | —                                                   | —                                                   | —                                                   | —                                                   | —                                                   | —                                                   | —                                                   | —                                                   | —                                                   | —                                                   | Origin of Symmetry        |
| 2002  | Dead Star/In Your World                  | 13                                                  | —                                                   | —                                                   | —                                                   | 76                                                  | 32                                                  | —                                                   | —                                                   | —                                                   | —                                                   | —                                                   | —                                                   | —                                                   | —                                                   | —                                                   | —                                                   | Hullabaloo Soundtrack     |
| 2003  | Stockholm Syndrome                       | 31                                                  | —                                                   | —                                                   | —                                                   | —                                                   | —                                                   | —                                                   | —                                                   | —                                                   | —                                                   | —                                                   | —                                                   | 31                                                  | —                                                   | —                                                   | —                                                   | Absolution                |
| 2003  | Time Is Running Out                      | 8                                                   | —                                                   | —                                                   | —                                                   | 58                                                  | 26                                                  | 14                                                  | 27                                                  | —                                                   | 38                                                  | —                                                   | —                                                   | 9                                                   | —                                                   | —                                                   | —                                                   | Absolution                |
| 2003  | Hysteria                                 | 17                                                  | 61                                                  | —                                                   | —                                                   | 77                                                  | —                                                   | 31                                                  | —                                                   | —                                                   | —                                                   | —                                                   | 118                                                 | 9                                                   | —                                                   | —                                                   | —                                                   | Absolution                |
| 2004  | Sing for Absolution                      | 16                                                  | —                                                   | —                                                   | —                                                   | 47                                                  | 36                                                  | 45                                                  | 12                                                  | 7                                                   | —                                                   | —                                                   | —                                                   | —                                                   | —                                                   | —                                                   | —                                                   | Absolution                |
| 2004  | Apocalypse Please                        | 10                                                  | —                                                   | —                                                   | —                                                   | —                                                   | —                                                   | —                                                   | —                                                   | —                                                   | —                                                   | —                                                   | —                                                   | —                                                   | —                                                   | —                                                   | —                                                   | Absolution                |
| 2004  | Butterflies and Hurricanes               | 14                                                  | —                                                   | —                                                   | —                                                   | 70                                                  | 38                                                  | —                                                   | —                                                   | 29                                                  | —                                                   | —                                                   | —                                                   | —                                                   | —                                                   | —                                                   | —                                                   | Absolution                |
| 2006  | Supermassive Black Hole                  | 4                                                   | 34                                                  | 7                                                   | 10                                                  | 51                                                  | 16                                                  | 9                                                   | —                                                   | —                                                   | 33                                                  | —                                                   | —                                                   | 6                                                   | —                                                   | —                                                   | 8                                                   | Black Holes & Revelations |
| 2006  | Starlight                                | 13                                                  | 46                                                  | —                                                   | —                                                   | 26                                                  | 23                                                  | —                                                   | —                                                   | 10                                                  | 30                                                  | —                                                   | 101                                                 | 2                                                   | —                                                   | —                                                   | 36                                                  | Black Holes & Revelations |
| 2006  | Knights of Cydonia                       | 10                                                  | —                                                   | —                                                   | —                                                   | —                                                   | —                                                   | —                                                   | —                                                   | 20                                                  | —                                                   | —                                                   | —                                                   | 10                                                  | —                                                   | —                                                   | 41                                                  | Black Holes & Revelations |
| 2007  | Invincible                               | 21                                                  | —                                                   | —                                                   | —                                                   | 89                                                  | —                                                   | —                                                   | —                                                   | —                                                   | —                                                   | —                                                   | —                                                   | —                                                   | —                                                   | —                                                   | —                                                   | Black Holes & Revelations |
| 2007  | Map of the Problematique                 | 18                                                  | —                                                   | —                                                   | —                                                   | —                                                   | —                                                   | —                                                   | —                                                   | —                                                   | —                                                   | —                                                   | —                                                   | —                                                   | —                                                   | —                                                   | —                                                   | Black Holes & Revelations |
| 2009  | Uprising                                 | 9                                                   | 23                                                  | 24                                                  | 8                                                   | 1                                                   | 11                                                  | 14                                                  | 22                                                  | 4                                                   | 8                                                   | 13                                                  | 37                                                  | 1                                                   | 28                                                  | 12                                                  | 17                                                  | The Resistance            |
| 2009  | Undisclosed Desires                      | 49                                                  | 11                                                  | 31                                                  | —                                                   | —                                                   | —                                                   | 10                                                  | —                                                   | —                                                   | 72                                                  | —                                                   | —                                                   | 4                                                   | —                                                   | 12                                                  | —                                                   | The Resistance            |
| 2010  | Resistance                               | 38                                                  | 72                                                  | —                                                   | —                                                   | —                                                   | —                                                   | —                                                   | 51                                                  | —                                                   | —                                                   | —                                                   | 114                                                 | 1                                                   | 91                                                  | —                                                   | —                                                   | The Resistance            |
| 2010  | Exogenesis                               | —                                                   | —                                                   | —                                                   | —                                                   | —                                                   | —                                                   | —                                                   | —                                                   | —                                                   | —                                                   | —                                                   | —                                                   | —                                                   | —                                                   | —                                                   | —                                                   | The Resistance            |
| 2010  | Neutron Star Collision (Love is Forever) | 11                                                  | 37                                                  | —                                                   | —                                                   | —                                                   | 35                                                  | 10                                                  | 25                                                  | —                                                   | 36                                                  | —                                                   | 77                                                  | 14                                                  | 60                                                  | 27                                                  | —                                                   | Single hors album         |
| 2012  | Survival                                 | 22                                                  | 72                                                  | —                                                   | —                                                   | 18                                                  | 68                                                  | —                                                   | 12                                                  | —                                                   | 40                                                  | —                                                   | —                                                   | —                                                   | —                                                   | —                                                   | —                                                   | The 2nd Law               |
| 2012  | Madness                                  | 25                                                  | 82                                                  | —                                                   | —                                                   | 14                                                  | 74                                                  | 9                                                   | 43                                                  | —                                                   | 27                                                  | —                                                   | 60                                                  | 1                                                   | —                                                   | —                                                   | —                                                   | The 2nd Law               |
| 2012  | Follow Me                                | —                                                   | —                                                   | —                                                   | —                                                   | —                                                   | —                                                   | —                                                   | —                                                   | —                                                   | —                                                   | —                                                   | —                                                   | —                                                   | —                                                   | —                                                   | —                                                   | The 2nd Law               |
| 2013  | Supremacy                                | 58                                                  | —                                                   | —                                                   | —                                                   | —                                                   | —                                                   | —                                                   | —                                                   | —                                                   | —                                                   | —                                                   | —                                                   | —                                                   | —                                                   | —                                                   | —                                                   | The 2nd Law               |
| 2013  | Panic Station                            | —                                                   | —                                                   | —                                                   | —                                                   | —                                                   | —                                                   | —                                                   | —                                                   | —                                                   | —                                                   | —                                                   | —                                                   | —                                                   | —                                                   | —                                                   | —                                                   | The 2nd Law               |
| 2015  | Psycho                                   | 55                                                  | —                                                   | —                                                   | —                                                   | —                                                   | —                                                   | —                                                   | —                                                   | —                                                   | —                                                   | —                                                   | —                                                   | —                                                   | —                                                   | —                                                   | —                                                   | Drones                    |
| 2015  | Dead Inside                              | 71                                                  | —                                                   | —                                                   | —                                                   | —                                                   | —                                                   | —                                                   | —                                                   | —                                                   | —                                                   | —                                                   | —                                                   | —                                                   | —                                                   | —                                                   | —                                                   | Drones                    |
| 2015  | Mercy                                    | —                                                   | —                                                   | —                                                   | —                                                   | —                                                   | —                                                   | —                                                   | —                                                   | —                                                   | —                                                   | —                                                   | —                                                   | —                                                   | —                                                   | —                                                   | —                                                   | Drones                    |
| 2015  | Revolt                                   | —                                                   | —                                                   | —                                                   | —                                                   | —                                                   | —                                                   | —                                                   | —                                                   | —                                                   | —                                                   | —                                                   | —                                                   | —                                                   | —                                                   | —                                                   | —                                                   | Drones                    |
| 2016  | Aftermath                                | —                                                   | —                                                   | —                                                   | —                                                   | —                                                   | —                                                   | —                                                   | —                                                   | —                                                   | —                                                   | —                                                   | —                                                   | —                                                   | —                                                   | —                                                   | —                                                   | Drones                    |
| 2016  | Reapers                                  | —                                                   | —                                                   | —                                                   | —                                                   | —                                                   | —                                                   | —                                                   | —                                                   | —                                                   | —                                                   | —                                                   | —                                                   | —                                                   | —                                                   | —                                                   | —                                                   | Drones                    |
| 2017  | Dig Down                                 | —                                                   | —                                                   | —                                                   | —                                                   | —                                                   | —                                                   | —                                                   | —                                                   | —                                                   | —                                                   | —                                                   | —                                                   | —                                                   | —                                                   | —                                                   | —                                                   | Simulation Theory         |
| 2018  | Thought Contagion                        | 76                                                  | —                                                   | —                                                   | —                                                   | —                                                   | —                                                   | —                                                   | —                                                   | —                                                   | —                                                   | —                                                   | —                                                   | —                                                   | —                                                   | —                                                   | —                                                   | Simulation Theory         |
| 2018  | Something Human                          | —                                                   | —                                                   | —                                                   | —                                                   | —                                                   | —                                                   | —                                                   | —                                                   | —                                                   | —                                                   | —                                                   | —                                                   | —                                                   | —                                                   | —                                                   | —                                                   | Simulation Theory         |
| 2018  | The Dark Side                            | —                                                   | —                                                   | —                                                   | —                                                   | —                                                   | —                                                   | —                                                   | —                                                   | —                                                   | —                                                   | —                                                   | —                                                   | —                                                   | —                                                   | —                                                   | —                                                   | Simulation Theory         |
| 2018  | Pressure                                 | —                                                   | —                                                   | —                                                   | —                                                   | —                                                   | —                                                   | —                                                   | —                                                   | —                                                   | —                                                   | —                                                   | —                                                   | —                                                   | —                                                   | —                                                   | —                                                   | Simulation Theory         |
| 2022  | Won't Stand Down                         | —                                                   | —                                                   | —                                                   | —                                                   | —                                                   | —                                                   | —                                                   | —                                                   | —                                                   | —                                                   | —                                                   | —                                                   | —                                                   | —                                                   | —                                                   | —                                                   | Will of the People        |
| 2022  | Compliance                               | —                                                   | —                                                   | —                                                   | —                                                   | —                                                   | —                                                   | —                                                   | —                                                   | —                                                   | —                                                   | —                                                   | —                                                   | —                                                   | —                                                   | —                                                   | —                                                   | Will of the People        |
| 2022  | Will of the People                       | —                                                   | —                                                   | —                                                   | —                                                   | —                                                   | —                                                   | —                                                   | —                                                   | —                                                   | —                                                   | —                                                   | —                                                   | —                                                   | —                                                   | —                                                   | —                                                   | Will of the People        |
| 2022  | Kill Or Be Killed                        | —                                                   | —                                                   | —                                                   | —                                                   | —                                                   | —                                                   | —                                                   | —                                                   | —                                                   | —                                                   | —                                                   | —                                                   | —                                                   | —                                                   | —                                                   | —                                                   | Will of the People        |
| 2022  | You Make Me Feel Like It’s Halloween     | —                                                   | —                                                   | —                                                   | —                                                   | —                                                   | —                                                   | —                                                   | —                                                   | —                                                   | —                                                   | —                                                   | —                                                   | —                                                   | —                                                   | —                                                   | —                                                   | Will of the People        |
| 2022  | Ghosts (how can i move on)               |                                                     |                                                     |                                                     |                                                     |                                                     |                                                     |                                                     |                                                     |                                                     |                                                     |                                                     |                                                     |                                                     |                                                     |                                                     |                                                     | Will of the People        |
| 2024  | 1685                                     |                                                     |                                                     |                                                     |                                                     |                                                     |                                                     |                                                     |                                                     |                                                     |                                                     |                                                     |                                                     |                                                     |                                                     |                                                     |                                                     |                           |
| 2025  | Unravelling                              |                                                     |                                                     |                                                     |                                                     |                                                     |                                                     |                                                     |                                                     |                                                     |                                                     |                                                     |                                                     |                                                     |                                                     |                                                     |                                                     | LP10                      |

## DVD
- Bliss DVD Single (20 août 2001)
- Hullabaloo (1er juillet 2002)
- Time Is Running Out DVD Single (8 septembre 2003)
- Hysteria DVD Single (1er décembre 2003)
- Sing for Absolution DVD Single (17 mai 2004)
- Butterflies and Hurricanes DVD Single (20 septembre 2004)
- Absolution Tour DVD Live (12 décembre 2005)
- Supermassive Black Hole DVD Single (3 juillet 2006)
- Starlight DVD Single (janvier 2007)
- Invincible DVD Single (9 avril 2007)
- The HAARP tour: Live at Wembley Stadium (17 mars 2008)
- Uprising DVD Single (7 septembre 2009)

## Coffrets
- Showbiz Box (30 mai 2000)
- Hyper Music/Feeling Good - Japanese Box (21 novembre 2001)
- Symmetry Box (14 janvier 2003)
- Absolution Box (12 juillet 2005)
- The Resistance Audiophiles Box (21 septembre 2009)
- The 2nd Law Audiophiles Box (1er octobre 2012)
- Origin of Muse (6 décembre 2019)

## Reprises

### de Muse
- Le groupe britannique Threshold a repris Supermassive Black Hole en 2007. Le morceau figure sur la version bonus du dernier album du groupe.
- La chanteuse Pitty a repris Showbiz sur son album homonyme.
- Le chanteur américain Scott Weiland a repris la chanson Dead Star présente sur l'album Hullabaloo.
- Dream Theater reprend Stockholm Syndrome en concert seulement. Leur titre Never Enough sur l'album Octavarium est d'ailleurs très proche des titres Hysteria et Stockholm Syndrome.
- Scala & Kolacny Brothers reprend Muscle Museum en 2002.
- The String Quartet Tribute to Muse (2005) : Stockholm Syndrome, Map of Your Head, Time Is Running Out, Muscle Museum, In Your World, Showbiz, The Small Print, Sunburn, New Born, Bliss, Sing for Absolution, Knights of Cydonia, Supermassive Black Hole, Starlight.
- The Feeling a repris Time Is Running Out.
- Sick Puppies a repris Stockholm Syndrome.
- The Rasmus a repris Unintended en concert seulement.
- The Veronicas reprennent le 21 septembre 2009 le titre Uprising pour la BBC, dans une version acoustique.
- Adam Lambert interprète le titre Soaked en novembre 2009 sur son premier album. Ce morceau est un inédit composé en 2005 et sort en octobre 2009.
- La chanteuse d'opéra Renée Fleming, reprend la chanson Endlessly sur son album  Dark Hope en 2010.
- Ramin Karimloo reprend le morceau Guiding Light du l'album The Resistance en 2012.

### par Muse
Le groupe a quelques reprises dans sa discographie : 
- Please, Please, Please Let Me Get What I Want (1999, reprise de The Smiths) pour un film.
- Feeling Good (2001, reprise de Gilbert Price) sur Origin of Symmetry.
- Can't Take My Eyes Off You (2002, reprise de Bob Crewe).
- Dracula Mountain (2004, reprise de Lightning Bolt) en concert seulement.
- Man of Mystery (2007, reprise de The Shadows).
- A Man with an Harmonica (depuis 2008 en introduction de Knights of Cydonia, reprise de Ennio Morricone).
- The House of the Rising Sun.
- Collateral Damage est le Nocturne no 2 de Frédéric Chopin.
- Mon cœur s'ouvre à ta voix sur I Belong to You est une version modifiée de l'opéra français Samson et Dalila de Camille Saint-Saëns.
- Popcorn en 2009 lors de la série des concerts privés en septembre et lors du Taratata du 21 octobre 2009 sur France 4 puis en version studio en face B du single Resistance en février 2010.
- Back in Black, le grand classique de AC/DC repris lors du Big Day Out à Sydney en janvier 2010, avec Nic Cester (de Jet) au chant.
- Prague, une reprise du groupe Mega City Four en 2010.
- Where the Streets Have No Name, une reprise du groupe U2 au Glastonbury Festival en juin 2010 feat. The Edge.
- Sign o' the Times, une reprise de Prince lors de l'émission française de télévision Taratata en septembre 2012.
- Lithium, une reprise de Nirvana lors du festival de Coachella en avril 2014, à l'occasion des 20 ans de la mort du chanteur/guitariste du groupe, Kurt Cobain.
- Hungry Like the Wolf de Duran Duran en septembre 2018 dans lemmsion musicale Taratata.
- Nombre de riffs d'autres groupes en live, dont Township Rebellion, Microphone Fiend, Freedom et Maggie's Farm de Rage Against the Machine, School et Endless, Nameless de Nirvana, Headup des Deftones, et bien d'autres.
- Stranded de Gojira le 20 juin 2025 au festival du Hellfest

### Films, publicités et séries

#### Bandes originales
Certains titres de Muse ont été repris dans des bandes originales de films :
- Cave : Little Nicky
- Please, Let Me Get What I Want : Sex Academy
- New Born : Haute Tension ; Trois Petites Filles ; Opération Espadon (remixé par Paul Oakenfold)
- Feeling Good : Sept vies ; Échec et Mort
- Blackout : Southland Tales Reality Z
- Supermassive Black Hole : Twilight, chapitre I : Fascination
- I Belong to You  : Twilight, chapitre II : Tentation
- Neutron Star Collision (Love is Forever) : Twilight, chapitre III : Hésitation.
- The 2nd Law: Isolated System et Follow Me : World War Z

En outre, Matthew Bellamy a également cocomposé la bande originale du film The International.
Le groupe devait composer la B.O du film Clash of the Titans pour 2010 mais le projet a finalement été abandonné.

#### Publicités
Certains titres de Muse ont été repris dans des publicités ou des spots promotionnels :
- Sunburn : ordinateur iMac (2001)[7] ; générique de l'émission E=M6.
- Hysteria : parfum Insolence de Guerlain (2006)[8] ; bande-annonce A1 Grand Prix Durban 2008 sur Eurosport.
- Knights of Cydonia : émission Carré d'As sur VivaCité (radio publique de la RTBF en Belgique) ; promotion du DVD du film 300 ; générique d'une émission sur la série télévisée Heroes.
- Time Is Running Out : voiture Lancia Ypsilon.
- Space Dementia : parfum Midnight Poison de Parfums Christian Dior (2007)[9].
- Shrinking Universe : promotion du DVD de 28 semaines plus tard à la télévision.
- Darkshines et Hoodoo : entendues dans l'émission Le Plus Grand Cabaret du monde le 19 octobre 2008 sur France 2.
- Supermassive Black Hole : Générique de l'émission Le Club des Sports sur la chaine Télé Lyon Métropole.
- Uprising sur le spot promotionnel de la chaîne BFM TV avant la sortie officiel du single (le 7 septembre), sur MCM lors de la présentation d'un jeu vidéo et également sur Fashion TV.
- Unnatural Selection a été utilisé pour la bande annonce de NCIS : Enquêtes spéciales sur M6 en octobre 2009.
- On peut entendre l'intégralité de Exogenesis Overture dans un court métrage  de Guy Ritchie avec Jude Law, pour le parfum Rendez-vous de Parfums Christian Dior en septembre 2010.
- En octobre 2010, Virgin Atlantic lance une nouvelle campagne de publicité dont la musique est Feeling Good, sacrée meilleure reprise de tous les temps par le NME quelques semaines auparavant.
- Mercy : Bande annonce VF officielle du jeu Batman: Arkham Knight, sortit en 2015.
- En septembre 2015, Mercy et Psycho sont utilisées pour la promotion de la coupe du monde de Rugby 2015 sur TF1.

#### Séries et émissions télévisées
Certains titres de Muse ont été repris dans des séries télévisées et des émissions télévisées :
- Uprising est la musique du générique de l'émission Sportisimon sur RMC
- Starlight : entendue dans la série Jericho.
- Time Is Running Out et Hysteria : entendues dans la série télévisée Entourage.
- Dans la saison 6 des Soprano, on entend un titre de Muse dans la boîte de strip-tease de Tony, le « Bada-Bing ».
- Time Is Running Out, dans sa version orchestrée par The Section Quartet, peut être entendue pendant la soirée privée du Doyen de Yale dans l'épisode 6 de la saison 2 de Gossip Girl.
- Assassin : entendue dans Torchwood.
- On peut entendre Supermassive Black Hole dans la série Supernatural, quand Dean discute dans le bar de Jo et sa mère.
- On peut également entendre Map of the Problematique lors du micro-trottoir concernant Léo au cours du prime de Secret Story 3 du vendredi 24 juillet 2009. Dans la troisième saison de cette même émission, on a aussi pu entendre Micro Cuts, Muscle Museum, Starlight et Hysteria, Uprising dans la saison 4 en 2010.
- Feeling Good : entendue dans la série John from Cincinnati.
- I Belong to You : entendue dans l'émission La Vie d'ici : magazines et documentaires sur France 3 (dimanche 12 septembre 2010).
- Undisclosed Desires et Supermassive Black Hole entendues sur TF1, dans Les 30 histoires les plus extraordinaires (18 septembre 2010).
- Supermassive Black Hole est entendue dans la série Doctor Who au début de l'épisode La Chair vivante, première partie (saison 6 - mai 2011).
- Supermassive Black Hole est également entendu dans le quatrième épisode de la sixième saison de Black Mirror (série télévisée) intitulé Mazey Day.
- Madness apparaît dans un épisode de la saison 8 de la série Esprits criminels en 2013.

### Jeux vidéo
Certains titres de Muse ont été repris dans des jeux vidéo :
- Supermassive Black Hole : FIFA 07
- Butterflies and Hurricanes : Formula One 05, Need For Speed Most Wanted (2012)
- Sober (US Saint Mix) : GranTurismo 3
- Knights of Cydonia, Exo-Politics, Supermassive Black Hole et Stockholm Syndrome (les 3 derniers étant disponibles via un pack « spécial Muse » depuis le 8 mai 2008) : Guitar Hero 3
- Assassin : Guitar Hero: World Tour
- Hysteria : Rock Band
- Plug in Baby : Guitar Hero 5 (Matthew Bellamy est d'ailleurs présent comme personnage dans le jeu), Rocksmith.
- Uprising : Guitar Hero: Warriors of Rock
- Unnatural Selection, Plug in Baby : Rocksmith
- Knights of Cydonia, Muscle Museum, Stockholm Syndrome, Time Is Running Out, Supermassive Black Hole, Hysteria (les 5 dernières étant présentes dans un DLC dédié du jeu Rocksmith 2014)
- Bliss (Radio) : Watch Dogs: Legion
- You make me feel like it's Halloween : Rocket league (hymne de joueur)